# История почты и почтовых марок Лесото
История почты и почтовых марок Лесото описывает развитие почтовой связи в Королевстве Лесото, государстве-анклаве в Южной Африке, полностью окружённом территорией Южно-Африканской Республики, со столицей в Масеру, и может быть условно разделена на два основных периода:
- колониальный, когда страна была британским протекторатом под названием «Басутоленд» (1868—1966), и
- период независимости (с 1966).

Лесото входит в число стран — участниц Всемирного почтового союза (ВПС; с 1967), а его нынешним национальным почтовым оператором является «Почта Лесото» (англ. Lesotho Post).

## Выпуски почтовых марок

### Протекторат Басутоленд
C 1880 года на территории Басутоленда (нынешнего Лесото) находились в обращении почтовые марки Мыса Доброй Надежды.
C 1910 года там использовались почтовые марки Южной Африки.

#### Первые почтовые марки (1933)

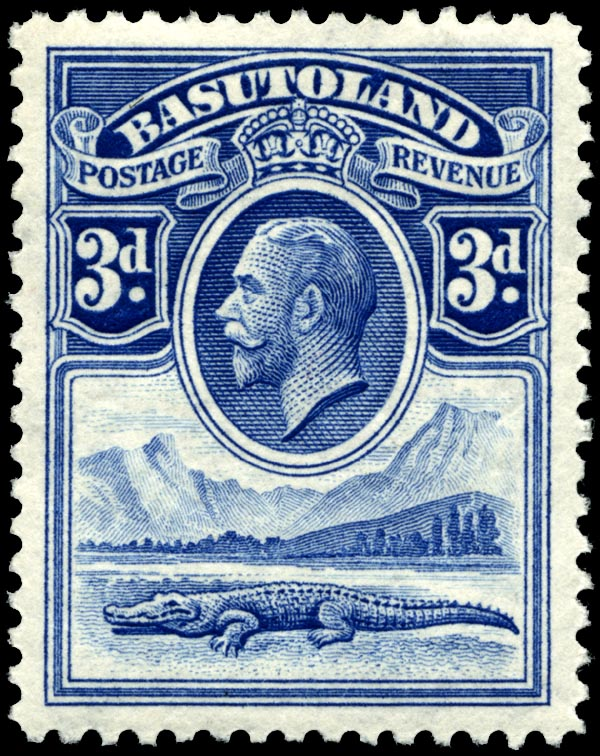
Почтовая марка из первого выпуска Басутоленда, 1933 г.

Первыми почтовыми марками Басутоленда стали стандартные марки, выпущенные в 1933 году и представляли собой серию из десяти марок одинакового рисунка с изображением короля Георга V и нильского крокодила на фоне гор.

#### Выпуски Георга V и Георга VI (1935—1949)

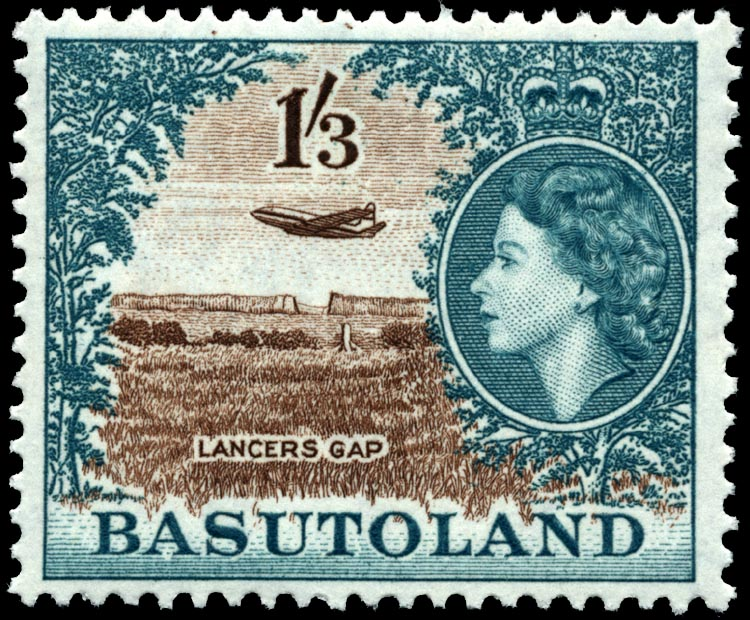
Почтовая марка Басутоленда, 1954 г.

Первые памятные марки Басутоленда вышли в 1935 году.
Басутоленд участвовал в омнибусном выпуске Британского Содружества в честь 25-летия восшествия на престол 1935 года и в коронационном омнибусном выпуске 1937 года. В 1938 году была выпущена новая стандартная серия, полностью основанная на первой серии короля Георга V, но с портретом Георга VI. В этой серии насчитывалось одиннадцать марок.

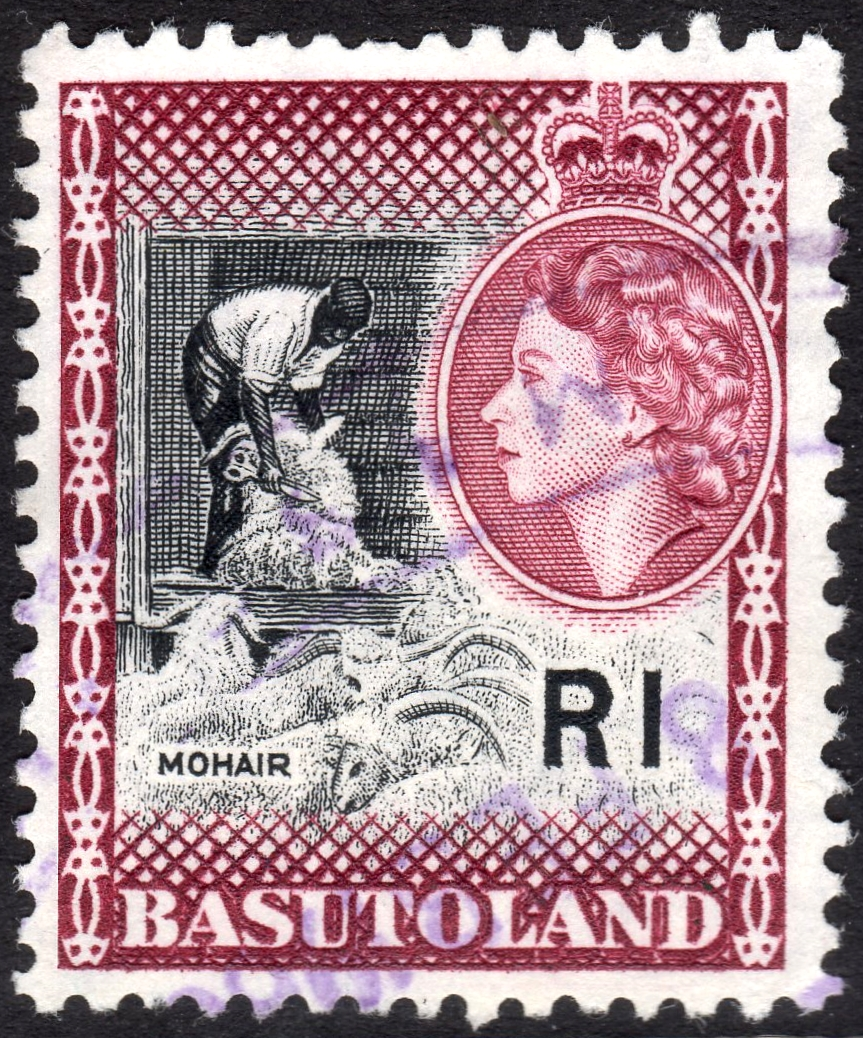
Почтовая марка Басутоленда, 1963 г.

В 1945 году на посвящённых победе во Второй мировой войне почтовых марках Южной Африки была сделана надпечатка англ. «Basutoland» («Басутоленд»).

#### Выпуски Елизаветы (1953—1966)
Первая почтовая марка нового правления была выпущена 3 июня 1953 года и была частью коронационной омнибусной серии, выпущенной на всей территории Британского Содружества. Новый стандартный выпуск был эмитирован 18 октября 1954 года.
В 1959 году на марке номиналом 2 пенса была сделана надпечатка нового тарифа, а позже в том же году была выпущена памятная серия. В 1961 году на всей серии была сделана надпечатка новой денежной единицы — южноафриканского рэнда.
Серия 1954 года была переиздана с обозначением новой денежной единицы в период с 1961 года по 1963 год. После этого все памятные серии, кроме одной (в честь новой Конституции), были омнибусными выпусками.
На серии, посвящённой новой Конституции, была надпись «Lesotho Basutoland» («Лесото Басутоленд») вместо просто «Basutoland» («Басутоленд»).

### Независимость
Первые почтовые марки независимого Лесото были выпущены 4 октября 1966 года. Это была памятная серия, выпущенная по поводу провозглашения независимости страны.
1 ноября того же года на серии почтовых марок Басутоленда 1961—1963 годов была сделана надпечатка «Lesotho» («Лесото»).
В 1975 году вышел первый почтовый блок Лесото.
В 1979 году денежная единица Лесото была изменена с южноафриканского рэнда на лисенте и малоти. В 1980—1981 годах на находящихся тогда в обращении стандартных марках 1976—1978 годов была выполнена надпечатка новой денежной единицы, что привело к появлению большого количества ошибок (таких как двойная надпечатка, альбиносные надпечатки, перевернутые надпечатки и т. д.), а также почтовых марок со второй и третьей разными надпечатками.
Памятная серия и почтовый блок были посвящены Олимпийским играм в Москве 1980 года.

## Другие виды почтовых марок

### Доплатные марки
В 1933—1964 годах эмитировались доплатные марки Басутоленда. Почта Лесото выпускает доплатные марки с 1966 года.

### Служебные марки
В 1934 году для Басутоленда были выпущены 4 вида служебных марок.